# A piacere
A piacere (uit het Italiaans: naar believen) is een term uit de muziektheorie.
Wanneer in een muziekwerk a piacere staat voorgeschreven, wil dat zeggen dat er ruimte voor de uitvoerende is om zich vrij te voelen een bepaalde wijze van uitvoering te kiezen. In Franse muziek wordt 'a piacere' als a volonté aangeduid.
De term a piacere komt veel voor bij cadenzen, en solistische passages. Afhankelijk van de stijl waarin een muziekwerk is geschreven is de vrijheid van de uitvoerende groter of kleiner. Meestal echter is wel het toonmateriaal vastgelegd, en heeft a piacere louter betrekking op timing, frasering, articulatie, dynamiek en agogiek. 